# Cards (iOS)
CardsとはAppleが開発したiOS 5に対応するグリーティングカードを作成するアプリケーションである。2011年10月12日に一般公開された。

## 機能

### 作成
カードの作成と活版印刷を可能にする。アプリケーションには「ありがとう」「クリスマス」「ベビー」「誕生日」「ラブ」「旅行」のカテゴリ6種類に分けられている21種類のテンプレートデザインがあり、ユーザーはカードの写真や文章をカスタマイズできる。またCardsはロケーション統合を使用しており、ユーザーは旅行のデザインを選んだ時にカードの中に現在地の名前を表示することができる上、写真にあるGPSデータを読み込むことで撮影場所を表示させることもできる。ユーザーが過去に作成したカードを記憶しており、また一枚のカードを複数のユーザーに送信することもできる。

### 郵送
カードを作成した後は活版印刷し郵便で贈ることもできる。アメリカ合衆国内で投函するにはApple ID、パスワード、送料（郵便料金）が必要。カードは100%コットン紙でできている。作成されたカードが郵送されたときiOS端末で通知される。